# Lobe den Herrn, meine Seele (BWV 69a)
Pour les articles homonymes, voir Lobe den Herrn, meine Seele.
Lobe den Herrn, meine Seele (Bénis le Seigneur, mon âme) (BWV 69a) est une cantate de Johann Sebastian Bach composée à Leipzig en 1723. 

## Historique
Bach composa cette cantate lors de sa première année à Leipzig, commencée le premier dimanche après la Trinité de 1723, pour le douzième dimanche après la Trinité et la dirigea le 15 août 1723. Pour cette destination liturgique, deux autres cantates ont franchi le seuil de la postérité : les BWV 35 et 137. Il la dirigea de nouveau vers 1727, peut-être le 31 août, en ayant révisé l'instrumentation d'une aria et l'utilisa à la fin de sa vie pour une cantate homonyme à l'occasion de l'inauguration du conseil municipal, « Lobe den Herrn, meine Seele », BWV 69.
Les lectures prescrites pour ce dimanche étaient la deuxième épître aux Corinthiens 3:4–11 (le ministère de l'Esprit) et Marc. 7:31–37 (la guérison du muet). L'auteur du livret, Johann Oswald Knauer, se réfère à l'Évangile mais voit plus généralement dans l'épisode de la guérison, Dieu faisant constamment le bien pour l'homme. Le chœur d'ouverture est ainsi issu du psaume 103:2, « Lobe den Herrn, meine Seele, und vergiß nicht, was er dir Gutes getan hat ». Le texte revient plusieurs fois sur le mot « erzählen », se rapportant à la possibilité à parler qu'a retrouvée l'homme guéri : « O daß ich tausend Zungen hätte! » (deuxième mouvement), « Meine Seele, auf, erzähle » (troisième mouvement) et « Mein Mund ist schwach, die Zunge stumm Zu deinem Preis und Ruhm » (quatrième mouvement). Plusieurs mouvements reprennent les paroles d'une cantate de Johann Oswald Knauer, publiée en 1720 dans les Gott-geheiligtes Singen und Spielen des Friedensteinischen Zions à Gotha. Le choral final prend son thème dans le sixième verset de « Was Gott tut, das ist wohlgetan » de Samuel Rodigast (1675).

## Structure et instrumentation
La cantate est écrite pour quatre solistes (soprano, alto, ténor, basse), chœur mixte, flûte à bec, trois hautbois, hautbois da caccia, hautbois d'amour, basson, trois trompettes, timbales, deux violons, alto, et basse continue. 
Il y a six mouvements :
1. chœur : « Lobe den Herrn, meine Seele »
2. récitatif (soprano) : « Ach, daß ich tausend Zungen hätte! »
3. aria (ténor) : « Meine Seele, auf, erzähle »
4. récitatif (alto) : « Gedenk ich nur zurück »
5. aria (basse, hautbois d'amour) : « Mein Erlöser und Erhalter »
6. choral : « Was Gott tut, das ist wohlgetan, darbei will ich verbleiben »

## Musique
Bach reflète la dualité des paroles du psaume du chœur d'ouverture en créant une double fugue. Les deux thèmes sont d'abord traités séparément puis combinés. Dans la première aria, qui est un mouvement pastoral, le ténor est accompagné par le hautbois da caccia, la flûte à bec et le basson. Dans une version ultérieure vers 1727, Bach modifia l'instrumentation en faveur d'un alto, d'un hautbois et d'un violon, peut-être parce qu'il n'avait pas à sa disposition de musiciens pour la première disposition colorée des bois. Dans la seconde aria, le contraste entre « Leiden » (« souffrance ») et  « Freuden » (« joie ») est exprimé par de vibrantes et chromatiques coloraturas, ascendantes d'abord puis descendantes. Le choral final est le même que celui de la cantate « Weinen, Klagen, Sorgen, Zagen » BWV 12 de 1714 mais, sans que l'on sache pourquoi, dépourvu du violon obligé.

## Source
- (en) Cet article est partiellement ou en totalité issu de l’article de Wikipédia en anglais intitulé « Lobe den Herrn, meine Seele, BWV 69a » (voir la liste des auteurs).